# Santuario de la Concordia (Orizaba)
El Santuario de Santa María de Guadalupe "La Concordia" es un templo religioso de culto católico que pertenece a la jurisdicción eclesiástica de la diócesis de Orizaba, bajo la advocación de la Virgen de Guadalupe. Se encuentra ubicada en el oriente del centro de la ciudad de Orizaba, en el barrio que antiguamente se llamó Omiquila.

## Historia
Hacia el año de 1601 se fundó el barrio de Omiquila por una población indígena en el oriente del entonces pueblo de Orizaba. Esta comunidad estaba rodeada por ciénagas fangosas que impedían que los habitantes pudieran dirigirse al centro de la ciudad, y por ello solicitaron permiso para construir una iglesia en su barrio. Esta licencia se obtuvo hasta 1709 por parte de Pedro Nogales Dávila, entonces obispo de Puebla del que dependía Orizaba, fundando así el primer templo en honor a la Virgen de Guadalupe dentro de Orizaba. Este primitivo templo estaba hecho de horcones y paja por lo que con el tiempo se cayó y se levantaron otros. Un indio ciego llamado Domingo de Ramos cedió el solar en que se estableció la capilla y se encargó de cuidarla. Se pagaban doce reales al sacerdote por celebrar la misa, ya que en esa época el camino de la parroquia de San Miguel a la Concordia era pantanoso y despoblado y en tiempo de lluvias no era visitado por los sacerdotes.
La iglesia que permanece hasta nuestros días fue la levantada por la Orden de San Felipe Neri hacia 1725, año en que solicitaron permiso a la arquidiócesis de Puebla para levantar un convento oratorio anexo al santuario que también permanece en pie hasta nuestros días pero que pasó a manos del gobierno con las leyes de reforma de 1857.  En 1819 un terremoto destruyó su torre principal.
El libro parroquial más antiguo de bautismos señala que esta parroquia fue establecida como vicaría fija el 3 de noviembre de 1889 por el Obispo de Puebla a cuyo territorio pertenecía entonces la ciudad.  En 1992, el convento anexo conocido como el Oratorio de San Felipe Neri que había funcionado como hospital y cárcel se convirtió en el Museo de arte del Estado de Veracruz.

## Descripción del edificio
Es uno de los más bellos edificios de carácter religioso de la ciudad de Orizaba. Muestra en su fachada un relieve en argamasa de la Virgen de Guadalupe, realizado con influencia popular rodeado de una singular decoración de estilo churrigueresco. En su interior hay dos retablos pintados al aceite. El edificio cuenta con tres patios.

## Festividades
Se realiza un programa de peregrinaciones anuales en torno al día de la fiesta de la Virgen de Guadalupe el 12 de diciembre.

## Horarios
A continuación se muestra una tabla de los horarios del santuario:
| Horario de misas                         |
| Domingos                                 |
| ---------------------------------------- |
| 7:00am,9:00am, 12:00pm, 13:30pm y 7:00pm |
| Lunes a sábado                           |
| 8:00am,7:00pm                            |